# Jalmenus itonus
Jalmenus itonus är en fjärilsart som beskrevs av William Henry Miskin 1890. Jalmenus itonus ingår i släktet Jalmenus och familjen juvelvingar. Inga underarter finns listade i Catalogue of Life.